# Carl Friedrich Wiegand
Carl Friedrich Wiegand (* 29. Januar 1877 in Fulda; † 25. Mai 1942 in Erlenbach ZH) war ein deutscher Schriftsteller.

## Leben
Carl Friedrich Wiegand studierte Literatur, Philosophie und Kunstgeschichte an der Universität Zürich, wo er 1907 mit der Promotion abschloss. Von 1908 bis 1932 wirkte er als Deutschlehrer an der Kantonsschule Zürich.
Wiegands Werk umfasst Gedichte, Erzählungen, Romane und Dramen. Einem breiteren Publikum wurde er 1911 mit dem an die Fresken Ferdinand Hodlers angelehnten Drama Marignano. 

## Auszeichnungen
- 1927: Gesamtwerkspreis der Schweizerischen Schillerstiftung

## Werke
- Untersuchungen über die Bedeutung der Gestaltqualität für die Erkennung von Wörtern. Barth, Leipzig 1908 (= Diss. Zürich 1907).
- Niederländische Balladen. Huber, Frauenfeld 1908.
- Stille und Sturm. Neue Gedichte. Deutsche Verlags-Anstalt, Stuttgart 1911.
- Die Herrlichkeit des Cyriakus Kopp und andere Erzählungen. Deutsche Verlags-Anstalt, Stuttgart 1913.
- Totentanz 1914–1918. Dichtungen. Mit elf graphischen Kunstbeilagen von Hans Witzig. Orell Füssli, Zürich 1919.
- Unterm Dach der Welt. Neue Gedichte. Grethlein & Co., Leipzig 1924.
- Vagant und Vagabund. Zwei Novellen. Huber, Frauenfeld 1931.
- Das Opfer des Kaspar Freuler. Roman. Huber, Frauenfeld 1932.
- Der verwandelte Mensch. Masken und Larven. Huber, Frauenfeld 1933.
- Vom Trost der Welt. Novellen. Huber, Frauenfeld 1934.
- Die Lebensreise. Ausgewählte Gedichte. Huber, Frauenfeld 1935.
- Das Gespensterdorf. Roman. Huber, Frauenfeld 1936.
- Einhard und Eva. Roman. Huber, Frauenfeld 1938.
- Flucht aus Venedig. Erzählung. Huber, Frauenfeld 1939.
- Millionen in Gefahr. Roman. Huber, Frauenfeld 1940.

### Dramen
- Die Winternacht, UA: 2. Februar 1909.
- Der Korse. Tragödie in einem Akt, UA: 13. Dezember 1909; Huber, Frauenfeld 1908.
  - Neuausgabe als Corleone (zusammen mit Kain) in: Die Gefesselten. Zwei Tragödien. Grethlein & Co., Leipzig 1920.
- Miodelas Heimkehr, 1910.
- Marignano. Drama in 5 Aufzügen, UA: 16. Juli 1911; Rascher, Zürich 1911.
- Die Simulanten. Komödie in 3 Akten. Grethlein & Co., Leipzig 1919.
- Winternacht. Ein Drama in drei Akten aus der jüngsten Vergangenheit. Grethlein & Co., Leipzig 1920.
- Kain, 1922.
- Das Puppenspiel vom Doktor Faust (mit Jakob Rudolf Welti), UA: Dezember 1923; Huber, Frauenfeld 1930.
- Ein Märtyrer der Liebe. Hörspiel in 3 Hörfolgen. Huber, Frauenfeld 1938.